# Charakteristika světla

Symboly a zkratky pro charakteristiku světla

Charakteristika navigačních světel je skupina jednoduchých pozorovatelných funkcí, které umožňují odlišení navigačního světla od jiných navigačních světel. Pokud pozorujeme více navigačních světel současně měly by být snadno od sebe odlišitelné.
Je grafický a textový popis sekvence navigačního světla nebo barvy zobrazené na námořní mapě nebo soupisu světel, kde symbolem je maják, majáková loď, bóje nebo navigační značka se světlem. Zákres ukazuje jak lze identifikovat skutečné světlo podle barvy nebo charakteristiky záblesků. V soupisech nebo na mapách se zákres skládá z názvu, barvy, charakteristiky světla, intervalu, výšky světla od hladiny a jeho dosvitu.

## Zkratky
Světelné charakteristiky mohou být vyjádřeny slovně např. „Blikající bílá každé tři sekundy“, v seznamech světel a v navigačních mapách se používají zkratky, které se seznam od seznamu mírně liší v interpunkci, ale následný záznam je obdobný.
V záznamu je název, barva, charakteristika světla, interval (doba cyklu) a někdy dodatkové parametry jako výška světla a dosvit.

### Typy světel
Ve světelné navigaci se používají tyto barvy:
| barva   | zkratka | anglický název |
| ------- | ------- | -------------- |
| červená | R       | red            |
| zelená  | G       | green          |
| bílá    | W       | white          |
| žlutá   | Y       | yellow         |

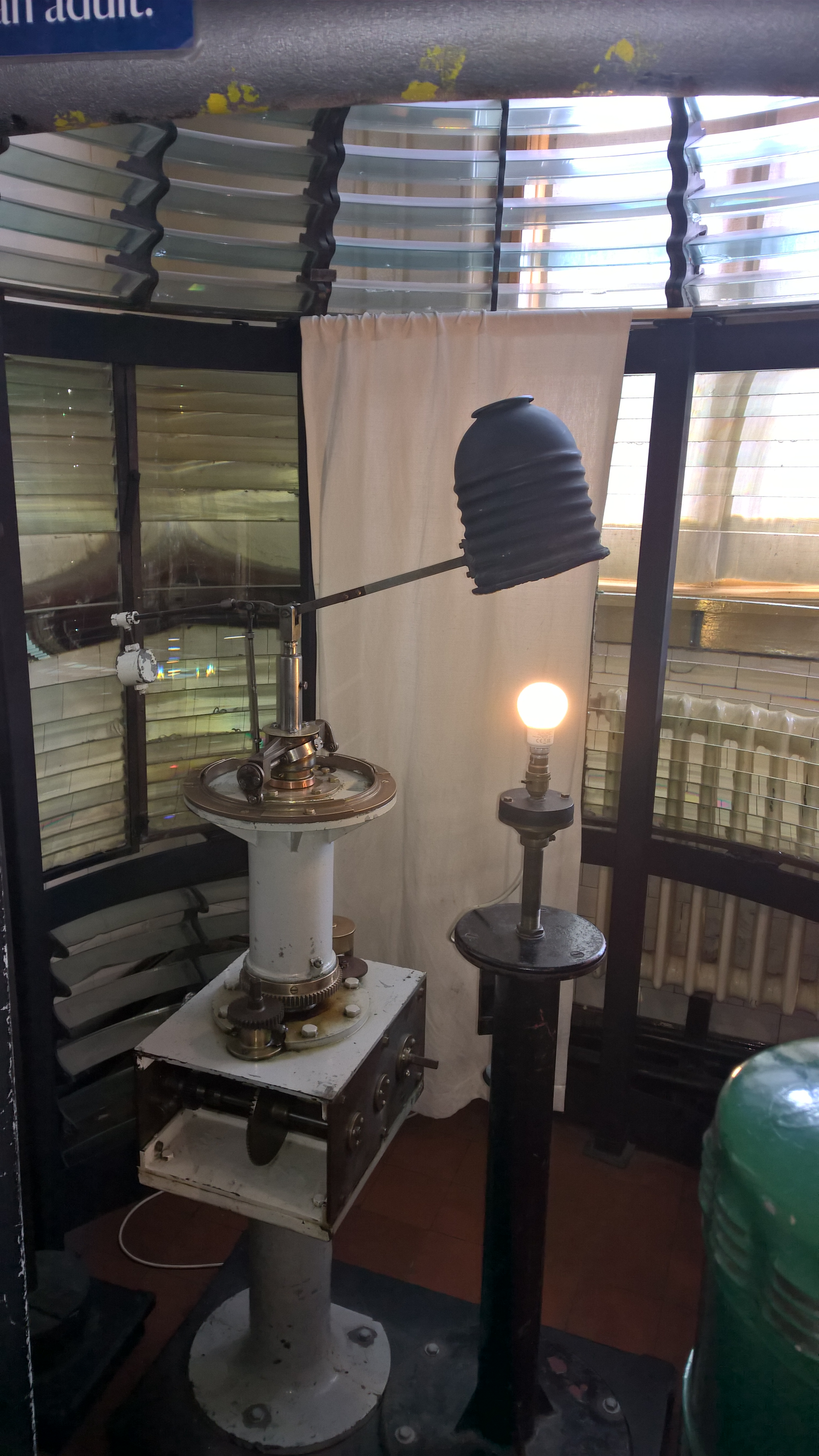
Hodinový přístroj pro přerušované světlo (occulting), které bylo používáno na majáku Coquet Island

Zatmění – vyjadřuje dobu, kdy světlo nesvítí (v noci je tma). Zatmění je způsobeno zakrytím světelného zdroje nebo jeho vypnutím.

### Rozdělení podle délky svitu světla
- Stále svítící světlo „F“ (anglicky: Fixed) je světlo, které nemění barvu ani intenzitu
- Rytmické (ang. Rythmic) fáze světla a fáze zatmění jdou po sobě.
  - Přerušované světlo „Oc“ (ang. Occulting)
  - Isofazové „Iso“ (ang. Izophase), kdy doba svícení a doba zatemnění je stejně dlouhá.
  - Světla, jejichž doba svícení je kratší než doba zatemnění (informaci nese fáze svícení),
    - Blýskající světlo „Fl “(ang. Flashing) je opakující se světlo, jehož délka svícení je kratší od doby zatmění. Blýskající světlo může být periodické, skupinové, vysílané ve stejných intervalech. Podle počtu zábleskových intervalů se označuje např. „F(3)“ skupina tří záblesků. Obvykle se používá jedna barva světla.
    - Rychle blikající „Q“ (ang. Quick) záblesky mají frekvenci mezi 50 a 79 záblesky za minutu.
    - Velmi rychle blikající „VQ“ (ang. Very quik) záblesky majís frekvencí mezi 80 a 159 záblesky za minutu.
    - Ultra rychle blikající „UQ“ (ang. Ultra quick) záblesky mají frekvencí rovnou nebo vyšší než 160 záblesků za minutu.
    - kódové v Morseově abecedě (ang. Morse Code) světelné záblesky vysílají znaky Morseovy abecedy.
    - Zábleskové světlo „FFl“ (ang. Fixed and flashing) které kombinuje stálé světlo se záblesky se silnější intenzitou. Záblesky světla mohou mít některou z výše popsaných funkcí.
- kombinované (alternativní) světlo „Al“ (ang. Alternating) je varianta výše uvedených charakteristik vysílaných v kombinaci barev bílé, červené, zelené a žluté.

### Interval
Je cyklus, perioda, ve kterém se vysílá charakteristika světla např. „10s“ je pro interval deseti sekund.

### Výška
Výška světla nad vztažným bodem (dána nejvyšší hladinou vody) např. „15m“ je pro výšku patnácti metrů nad hladinou vody.

### Dosvit
Navigační světlo může být viditelné z dané vzdálenosti. Vzdálenost umožňující spatření světla nazýváme „dosvit“. Dosvit je ovlivněn:
- intenzitou světla a aktuální povětrnostní viditelností – optický dosvit
- výškou v jaké se světlo nachází a výškou očí pozorovatele (omezení je dáno křivkou vycházející ze zakulacení zeměkoule) – geometrický dosvit.

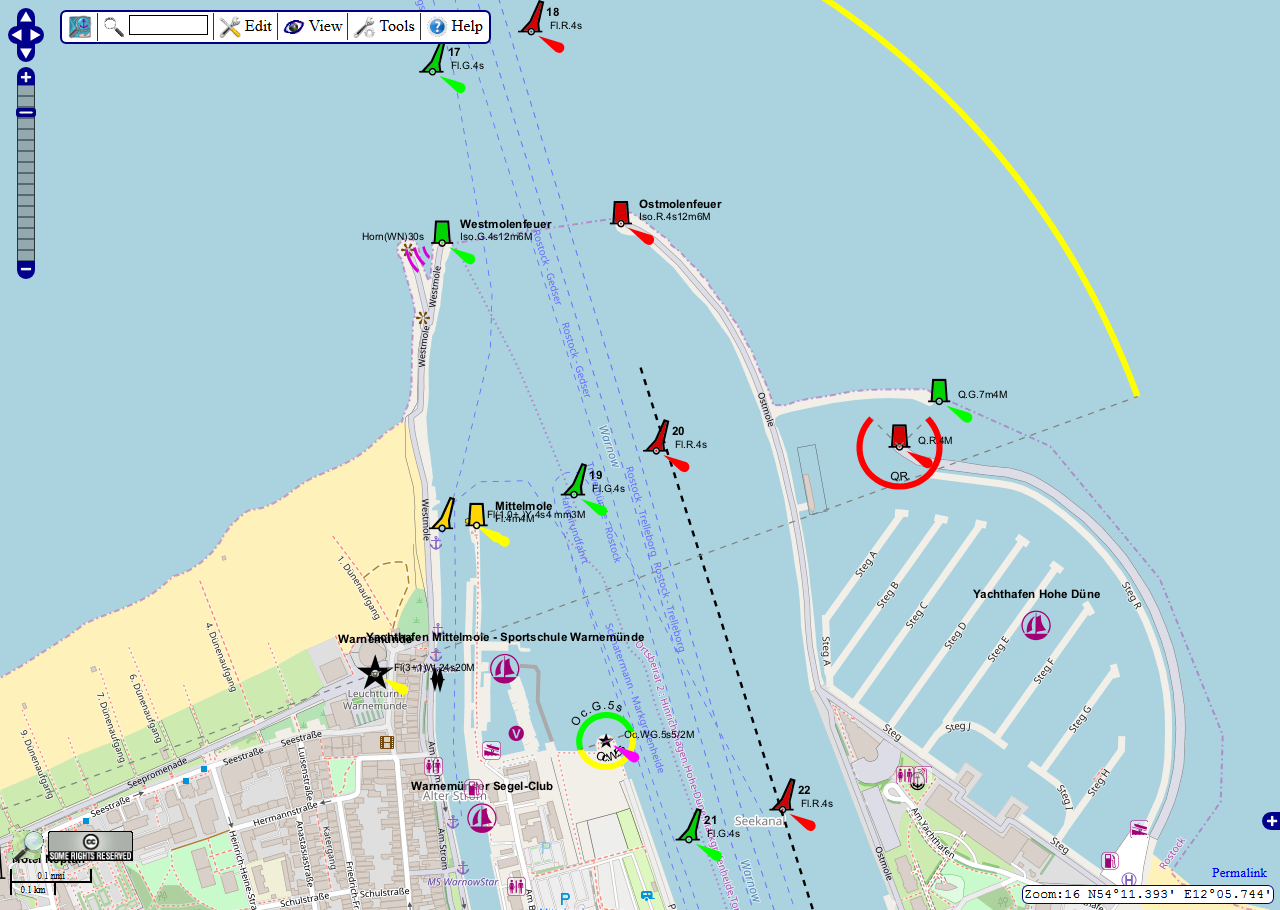
Příklad zákresu bójí a majáků s charakteristikou navigačních světel.

Pro každé navigační světlo se udává nominální dosvit. To je optický dosvit pro definovanou povětrnostní viditelnost např. 10M je dosvit pro deset námořních mil.
Příklad záznamu „Fl(3) WGR. 15s 21m 15/7/7M “ znamená skupinu dvou záblesků v barvě bílé, zelené a červené v intervalu patnácti sekund, výška světla je dvacet jeden metr, dosvit 15 (bílé světlo), 7 (zelené) a 7 (červené) námořních mil.

### Frekvence záblesků a příklady charakteristik
V tabulce jsou základní charakteristiky světla.
| Typ                                | Typ | druh | druh | zkratka | popis | diagram | příklad | příklad | příklad |
|                                    | vlastnost | česky | anglicky | zkratka | | | popis | zkratka | animace |
| ---------------------------------- | --- | --- | --- | --- | --- | --- | --- | --- | --- |
| Stálé                              | Stálé | stálé svítící světlo | Fixed | F | světlo nemění barvu ani intenzitu | | Stálé svítící červené světlo | FR | |
| Opakující se                       | přerušované | Interval svícení je delší než interval zatmění, přičemž intervaly zatmění mají obvykle stejnou dobu.                                                                              | Interval svícení je delší než interval zatmění, přičemž intervaly zatmění mají obvykle stejnou dobu.                                                                              | Interval svícení je delší než interval zatmění, přičemž intervaly zatmění mají obvykle stejnou dobu.                                                                              | Interval svícení je delší než interval zatmění, přičemž intervaly zatmění mají obvykle stejnou dobu.                                                                              | Interval svícení je delší než interval zatmění, přičemž intervaly zatmění mají obvykle stejnou dobu.                                                                              | Interval svícení je delší než interval zatmění, přičemž intervaly zatmění mají obvykle stejnou dobu.                                                                              | Interval svícení je delší než interval zatmění, přičemž intervaly zatmění mají obvykle stejnou dobu.                                                                              | Interval svícení je delší než interval zatmění, přičemž intervaly zatmění mají obvykle stejnou dobu.                                                |
| Opakující se                       | přerušované | zacláněné světlo | Occultin | Oc | interval svícení je delší než interval zatmění | | | Oc R 6s | |
| Opakující se                       | přerušované | přerušované skupinové | Group occulting | Oc(x) | světlo, ve kterém je zatmění ve skupině rozdělené delší dobou svícení | | | Oc(2) G 8s | |
| Opakující se                       | přerušované | přerušované složené | Composite group occulting | Oc(x+y) | světlo, ve kterém je zatmění ve skupině x rozdělené delší dobou svícení, a po ní následuje zatemnění ve skupině y                                                                 | | | Oc(2+3) W 18s | |
| Opakující se                       | blikající | blikající | Izophase | Iso | interval svícení je stejný jako interval zatmění | | | Iso R 4s | |
| Opakující se                       | blýskající | Celková doba trvání svícení v každé periodě je menší než celková doba trvání zatmění a světelné efekty (záblesky) mají obvykle stejnou dobu trvání.                               | Celková doba trvání svícení v každé periodě je menší než celková doba trvání zatmění a světelné efekty (záblesky) mají obvykle stejnou dobu trvání.                               | Celková doba trvání svícení v každé periodě je menší než celková doba trvání zatmění a světelné efekty (záblesky) mají obvykle stejnou dobu trvání.                               | Celková doba trvání svícení v každé periodě je menší než celková doba trvání zatmění a světelné efekty (záblesky) mají obvykle stejnou dobu trvání.                               | Celková doba trvání svícení v každé periodě je menší než celková doba trvání zatmění a světelné efekty (záblesky) mají obvykle stejnou dobu trvání.                               | Celková doba trvání svícení v každé periodě je menší než celková doba trvání zatmění a světelné efekty (záblesky) mají obvykle stejnou dobu trvání.                               | Celková doba trvání svícení v každé periodě je menší než celková doba trvání zatmění a světelné efekty (záblesky) mají obvykle stejnou dobu trvání.                               | Celková doba trvání svícení v každé periodě je menší než celková doba trvání zatmění a světelné efekty (záblesky) mají obvykle stejnou dobu trvání. |
| Opakující se                       | blýskající | dlouhé blýsknutí | Long flashing | LFl | Světlo s pravidelně se opakujícími záblesky, kde fáze svícení trvá déle než 2 sekundy                                                                                             | | | L.Fl W 10s | |
| Opakující se                       | blýskající | blýskající | Flashing | Fl | záblesk se pravidelně opakuje rychlostí nižší než 50 za minutu. | | | Fl G 5s | |
| Opakující se                       | blýskající | skupinové blýsknutí | Group flashing | Fl(x) | Skupina určitého počtu (x) záblesků se pravidelně opakuje. | | | Fl(3) R 15s | |
| Opakující se                       | blýskající | složené blýsknutí | Composite group flashing | Fl(x+y) | Podobně jako u skupinových záblesků, ale s několika skupinami záblesků. | | | Fl(2+1) W 15s | |
| Opakující se                       | rychle blikající | Záblesky mají frekvenci mezi 50 a 79 záblesky za minutu. | Záblesky mají frekvenci mezi 50 a 79 záblesky za minutu. | Záblesky mají frekvenci mezi 50 a 79 záblesky za minutu. | Záblesky mají frekvenci mezi 50 a 79 záblesky za minutu. | Záblesky mají frekvenci mezi 50 a 79 záblesky za minutu. | Záblesky mají frekvenci mezi 50 a 79 záblesky za minutu. | Záblesky mají frekvenci mezi 50 a 79 záblesky za minutu. | Záblesky mají frekvenci mezi 50 a 79 záblesky za minutu.                                                                                            |
| Opakující se                       | rychle blikající | rychle blikající | Quick | Q | Rychlé záblesky se pravidelně opakují. | | | Q W | |
| Opakující se                       | rychle blikající | rychle blikající skupinové | Group quick | Q(x) | Skupiny daného počtu (x) rychlých záblesků se pravidelně opakují. | | | Q(3) G 9s | |
| Opakující se                       | rychle blikající | rychle blikající přerušované | Interrupted quick | IQ | Sled záblesků je pravidelně přerušován zatměním s konstantními intervaly. | | | IQ R 14s | |
|                                    | velmi rychle blikající | Záblesky se opakují s frekvencí mezi 80 a 159 záblesky za minutu. | Záblesky se opakují s frekvencí mezi 80 a 159 záblesky za minutu. | Záblesky se opakují s frekvencí mezi 80 a 159 záblesky za minutu. | Záblesky se opakují s frekvencí mezi 80 a 159 záblesky za minutu. | Záblesky se opakují s frekvencí mezi 80 a 159 záblesky za minutu. | Záblesky se opakují s frekvencí mezi 80 a 159 záblesky za minutu. | Záblesky se opakují s frekvencí mezi 80 a 159 záblesky za minutu. | Záblesky se opakují s frekvencí mezi 80 a 159 záblesky za minutu.                                                                                   |
| velmi rychle blikající             | velmi rychle blikající | Very quick | VQ | Velmi rychlé záblesky se pravidelně opakují. | | | VQ W | | |
| velmi rychle blikající skupinové   | velmi rychle blikající | Group very quick | VQ(x) | Skupiny s daným počtem (x) velmi rychlých záblesků se pravidelně opakují a jsoumrozdělené delším intervalem zatemnění                                                             | | | VQ(3) G 4s | | |
| velmi rychle blikající přerušované | velmi rychle blikající | Interrupted very quick | IVQ | Sled záblesků je pravidelně přerušován tmavými intervaly konstantního trvání. | | | IVQ R 9s | | |
| ultra rychle blikající             | Záblesky se opakují s frekvencí rovnou nebo vyšší než 160 záblesků za minutu. | Záblesky se opakují s frekvencí rovnou nebo vyšší než 160 záblesků za minutu. | Záblesky se opakují s frekvencí rovnou nebo vyšší než 160 záblesků za minutu. | Záblesky se opakují s frekvencí rovnou nebo vyšší než 160 záblesků za minutu. | Záblesky se opakují s frekvencí rovnou nebo vyšší než 160 záblesků za minutu. | Záblesky se opakují s frekvencí rovnou nebo vyšší než 160 záblesků za minutu. | Záblesky se opakují s frekvencí rovnou nebo vyšší než 160 záblesků za minutu. | Záblesky se opakují s frekvencí rovnou nebo vyšší než 160 záblesků za minutu. | |
| ultra rychle blikající             | ultra rychle blikající | Ultra quick | UQ | Ultra rychlá bliknutí se pravidelně opakují. | | | UQ W | | |
| ultra rychle blikající             | ultra rychle blikající přerušované | Interrupted ultra quick | IUQ | Sled ultrarychlých záblesků je pravidelně přerušován konstantními intervaly zatemnění .                                                                                           | | Ultrarychlé záblesky červeného světla, perioda šest sekund | I.UQ R 6s | | |
| morseovka                          | Záblesky mají výrazně odlišné trvání a jsou seskupeny do jednoho nebo více znaků v Morseově abecedě. Používají se pouze mezinárodní znaky. Vysílané znaky jsou uvedeny v závorce. | Záblesky mají výrazně odlišné trvání a jsou seskupeny do jednoho nebo více znaků v Morseově abecedě. Používají se pouze mezinárodní znaky. Vysílané znaky jsou uvedeny v závorce. | Záblesky mají výrazně odlišné trvání a jsou seskupeny do jednoho nebo více znaků v Morseově abecedě. Používají se pouze mezinárodní znaky. Vysílané znaky jsou uvedeny v závorce. | Záblesky mají výrazně odlišné trvání a jsou seskupeny do jednoho nebo více znaků v Morseově abecedě. Používají se pouze mezinárodní znaky. Vysílané znaky jsou uvedeny v závorce. | Záblesky mají výrazně odlišné trvání a jsou seskupeny do jednoho nebo více znaků v Morseově abecedě. Používají se pouze mezinárodní znaky. Vysílané znaky jsou uvedeny v závorce. | Záblesky mají výrazně odlišné trvání a jsou seskupeny do jednoho nebo více znaků v Morseově abecedě. Používají se pouze mezinárodní znaky. Vysílané znaky jsou uvedeny v závorce. | Záblesky mají výrazně odlišné trvání a jsou seskupeny do jednoho nebo více znaků v Morseově abecedě. Používají se pouze mezinárodní znaky. Vysílané znaky jsou uvedeny v závorce. | Záblesky mají výrazně odlišné trvání a jsou seskupeny do jednoho nebo více znaků v Morseově abecedě. Používají se pouze mezinárodní znaky. Vysílané znaky jsou uvedeny v závorce. | |
| morseovka                          | kódy v Morseově abecedě | Morse code | Mo(K) | | | písmeno „K“, zelené světlo, perioda šest sekund | Mo(K) G 6s | | |
| Proměnné                           | Zábleskové | Světlo, které kombinuje stálé světlo se záblesky se silnější intenzitou. Záblesky světla mohou mít některou z výše popsaných funkcí.                                              | Světlo, které kombinuje stálé světlo se záblesky se silnější intenzitou. Záblesky světla mohou mít některou z výše popsaných funkcí.                                              | Světlo, které kombinuje stálé světlo se záblesky se silnější intenzitou. Záblesky světla mohou mít některou z výše popsaných funkcí.                                              | Světlo, které kombinuje stálé světlo se záblesky se silnější intenzitou. Záblesky světla mohou mít některou z výše popsaných funkcí.                                              | Světlo, které kombinuje stálé světlo se záblesky se silnější intenzitou. Záblesky světla mohou mít některou z výše popsaných funkcí.                                              | Světlo, které kombinuje stálé světlo se záblesky se silnější intenzitou. Záblesky světla mohou mít některou z výše popsaných funkcí.                                              | Světlo, které kombinuje stálé světlo se záblesky se silnější intenzitou. Záblesky světla mohou mít některou z výše popsaných funkcí.                                              | Světlo, které kombinuje stálé světlo se záblesky se silnější intenzitou. Záblesky světla mohou mít některou z výše popsaných funkcí.                |
| Proměnné                           | Zábleskové | Zábleskové | Fixed and flashing | FFl | Stálé světlo se záblesky o větší intenzitě (svítivosti) | | Stálé svítící žluté světlo se záblesky s vyšší intenzitou v pěti sekundovém cyklu                                                                                                 | FFl Y 5 | |
| Proměnné                           | Zábleskové | Zábleskové skupinové | Fixed and group flashing | FFl(x) | Stálé světlo s x záblesky o větší intenzitě (svítivosti) ve skupině | | | FFL(2) | |
| Proměnné                           | Kombinované | Varianta výše uvedených charakteristik vysílaných v barevné kombinaci | Varianta výše uvedených charakteristik vysílaných v barevné kombinaci | Varianta výše uvedených charakteristik vysílaných v barevné kombinaci | Varianta výše uvedených charakteristik vysílaných v barevné kombinaci | Varianta výše uvedených charakteristik vysílaných v barevné kombinaci | Varianta výše uvedených charakteristik vysílaných v barevné kombinaci | Varianta výše uvedených charakteristik vysílaných v barevné kombinaci | Varianta výše uvedených charakteristik vysílaných v barevné kombinaci                                                                               |
| Proměnné                           | Kombinované | Kombinovaní | Alternating | Al | Varianta výše uvedených charakteristik vysílaných v barevné kombinaci např. bílá, zelená, červená                                                                                 | | Kombinace bílého a červeného světla v periodě (1+1+1=3s) tří sekund | Al WR 3s | |

### Směrová navigační světla
Směrové navigační světlo je světelné zařízení (maják) vysílající úzký paprsek, který vede plující lodi bezpečným koridorem (plavební dráhou). Případně je doplněno sektorovými světly, které v různých sektorech se liší barvou, charakteristikou nebo intenzitou světla.